# SN 2004ig
SN 2004ig – supernowa typu Ia odkryta 24 października 2004 roku w galaktyce A000551-0059. W momencie odkrycia miała maksymalną jasność 20,60m.